# Pro Evolution Soccer 2015
Pro Evolution Soccer 2015 (сокращенно PES 2015) — мультиплатформенная видеоигра в жанре футбольного симулятора из серии Pro Evolution Soccer от компании Konami, является пятнадцатой в данной серии игр. Официально игра была анонсирована в начале июня 2014 года.

## Содержимое игры
На 23 октября 2014 года пока что известно следующее содержимое данной игры. Впервые в истории серии будут представлены вторые лиги для чемпионатов Англии, Франции, Италии и Испании.

## Отзывы
| Сводный рейтинг       | Сводный рейтинг |
| Агрегатор             | Оценка          |
| --------------------- | --------------- |
| GameRankings          | 83,32 %         |
| Русскоязычные издания |                 |
| Издание               | Оценка          |
| PlayGround.ru         | 7,8/10          |